# Dağyurdu, İmranlı
Dağyurdu là một xã thuộc huyện İmranlı, tỉnh Sivas, Thổ Nhĩ Kỳ. Dân số thời điểm năm 2011 là 107 người.